# Pur (band)
Pur is een Duitse popband uit Bietigheim-Bissingen in Baden-Württemberg.

## Bezetting
Huidige bezetting
- Hartmut Engler (zang, sinds 1976)
- Joe Crawford (basgitaar, koorzang, sinds 1979)
- Rudi Buttas (gitaar, sinds 1980)
- Ingo Reidl (keyboards, sinds 1975)
- Matthias Ulmer (keyboards, sinds 2018)
- Martin Ansel (gitaar, keyboards, accordeon, sinds 1993)
- Frank Dapper (drums, sinds 2015)
- Cherry Gehring (keyboards, zang, sinds 2001)

Voormalige leden
- Roland Bless (drums, gitaar, koorzang, 1975–2010)
- Martin Stoeck (drums, 1995–2015)

Tourneemuzikanten
- David Hanselmann (zang, 1993–2004)
- Bernd "Mini" Kleppin (percussie, tot 1994)

## Geschiedenis

### Als Crusade
De twee gymnasiasten Roland Bless en Ingo Reidl formeerden met een paar vrienden de band Crusade. De repetities vonden plaats in de kelder van de Pauluskerk in Bietigheim. De band speelde hoofdzakelijk coverversies. Hartmut Engler nam in 1976 piano-onderricht bij Reidl. Uiteindelijk zong hij bij Crusade en werd hij de nieuwe zanger. Als tweede gitarist haalde de band in 1979 Jörg Weber. Na een omzetting binnen de band werd hij, die net als Reidl muziek studeerde, de nieuwe bassist. Na zijn huwelijk nam Weber de achternaam van zijn echtgenote aan en noemt hij zich sindsdien Joe Crawford.
Rudi Buttas completeerde in 1980 de tot mei 2010 ongewijzigde bezetting. De gitarist had zijn vak gestudeerd en had al ervaring bij andere bands verzameld. Men experimenteerde zowel muzikaal als inhoudelijk. Duitse teksten werden uitgeprobeerd. Engler schreef over tussenmenselijke sociale thema's. De bandnaam werd gewijzigd in Opus.

### Als Opus
Als Opus namen de vijf muzikanten van hun spaargeld hun eerste gelijknamige album op. Er was echter geen platenlabel, die het eerste werk wilde uitbrengen. Derhalve verkocht de band het album tijdens hun concerten. Tegenwoordig heet het album, dat door Intercord in 1990 naderhand werd opgenomen in het repertoire, Opus I. Het tweede album, eveneens gefinancierd uit eigen middelen, heette in 1985 Vorsicht Zerbrechlich. Ook dit werk vond geen platenlabel en werd tot 1990 uitsluitend verkocht via eigen verkoop en tijdens concerten. In 1985 bracht de gelijknamige Oostenrijkse band het nummer Live is Life uit, dat ook in Duitsland tot de meest verkochte single van het jaar werd. Daarna werd de bandnaam gewijzigd in Pur. De lp Vorsicht Zerbrechlich werd uitgebracht met een nieuwe cover.

### Als Pur
Jaren 1980
Pur werd in 1986 bondsrockwinnaar. 3000 Artiesten en bands stelden voor dit concours opnamen ter beschikking. Aanvankelijk groeide Pur uit tot landswinnaar, daarna werd hun ook de prijs voor de meest veelbelovende band van de bondsrepubliek toegekend. In de DDR wonnen gelijktijdig de Puhdys in 1986 dit concours. Gezien de gespannen politieke omstandigheden en de kritische teksten van Pur kwam het niet, zoals aanvankelijk gepland, tot een Duits-Duitse uitsluiting. Een live opname van de song Drachen sollen fliegen verscheen op de documentatie-lp Deutscher Rockpreis 1986. De song Hab' mich wieder mal an dir betrunken leidde in 1987 tot een platencontract met Intercord. Met het zelf geproduceerde album Pur verscheen voor de eerste keer een album onder de nieuwe bandnaam. Pur won in 1988 de talenten-prijs Goldene Europa. Naast talrijke optredens in de provincie nam Pur ook het volgende album op. Voor Wie im Film contracteerde Intercord de producent F. Ferdinand Förster, die kort daarvoor met de band Fux de hit Überdosis Glück had. Hij zadelde Pur op met een door keyboards en e-drums gedomineerde sound, die tegenwoordig door de band echter eerder als negatief wordt gezien, omdat deze erg wordt beïnvloed door de stijl van de Münchener Freiheit. Het album bevat de originele versie van Kowalski, waarmee het auteursduo Engler/Reidl een fictieve figuur schiep, die de typische Duitser persifleert en die in de loop der jaren steeds weer opduikt op diverse Pur-albums. Met Funkelperlenaugen lukte hen bovendien een eerste radiohit, die verder reikte dan het zendgebied Baden-Württemberg. In 1989 kregen ze de Preis der Deutschen Schallplattenkritik.
Jaren 1990
Het album Unendlich mehr uit 1990 was niet alleen de eerste cd, die ze met Dieter Falk produceerden, maar ook de eerste, die zich plaatste in de Duite albumhitlijst en een commercieel succes werd. Vooraf aan het uitbrengen van het album speelde de band in het kader van een Open Air-festival naast Tina Turner en de Simple Minds voor meer dan 100.000 toeschouwers. De singles Freunde en Brüder wakkerden de albumverkoop aan.
Voor de eerste keer plaatste Pur zich in 1991 in de singlehitlijst met Lena. Aan het eind van het jaar volgde het album Nichts ohne Grund, dat met internationale muzikanten deels in Bietigheim en deel in Los Angeles ontstond. Het bevat onder andere de song Lied für die Vergessenen, dat Engler wijdde aan alle ouders, en Mein Freund Rüdi. Engler werd onderscheiden met de Fred Jay-prijs. Pur was in 1991 bijna het gehele jaar op tournee en besloten uiteindelijk om dit te documenteren met een live-album. Aan het eind van hun eerste tournee mengde de band het geplande live-album in 1992. Het album Seiltänzertraum verscheen in 1993 en werd een commercieel succes. Meer dan twee jaar lang plaatste de bestseller zich in de Media Control hitlijst en werd meer dan 1.5 miljoen keer verkocht. Tijdens de gelijknamige tournee zagen meer dan een half miljoen mensen Pur live. De band werd voor de eerste keer onderscheiden met de Goldene Stimmgabel.
In 1993 ging Pur op een tournee door Duitsland. Na het tweede concert brak Engler zich de bovenarm en ging gegipst en op krukken verder. RTL kende de band de Goldene Löwe toe. Begin 1995 werd Pur onderscheiden met de Echo en groeiden ze met hun volgende album uit tot de commercieel meest succesvolle band in Duitsland. Het album Abenteuerland, opgenomen in Nashville en gemixt door John Kelly in Londen, verscheen in augustus en plaatste zich direct op de toppositie van de Duitse hitlijst. Op sommige dagen bereikte het album een marktaandeel tot 53%. Meer dan een miljoen fans beleefden de tournee bij het album. Pur werd opnieuw onderscheiden met een Echo. Ein Seiltänzertraum im Abenteuerland heette het ZDF-programma, dat het fenomeen Pur probeerde te doorgronden. Er volgden meerdere uitnodigingen in alle belangrijke tv-shows met inbegrip van Wetten, dass …?. Een grote Open Air-tournee, aansluitend op de zalentournee, bereikte zijn hoogtepunt in een door Premiere live uitgezonden concert in het uitverkochte Rheinstadion in Düsseldorf. Het nieuwe livealbum Live-die Zweite en een tweedelige bandkroniek op video werden goed verkocht. Het album Abenteuerland passeerde de verkoopgrens van twee miljoen. Pur ontving de Goldene Stimmgabel in platina, de Goldene Kamera en een Bambi.
In 1997 werkte Pur aan het album Mächtig viel Theater en werd Ulrich Roth de nieuwe manager. De eerste vooraf verschenen single Wenn du da bist ontving een gouden plaat en was daarmee de tot dan toe succesvolste single. Pur kreeg 4-voudig platina voor Abenteuerland, 3-voudig platina voor Seiltänzertraum, dubbel platina voor Live-die Zweite en goud voor de gelijknamige video. In januari 1998 werd het nog in hetzelfde jaar met dubbel platina onderscheiden album Mächtig viel Theater uitgebracht en plaatste zich direct op de toppositie in de Duitse hitlijst. Bijzonder veel indruk maakte de song Ich will raus hier, in samenwerking met de autistische auteur Birger Sellin, terwijl bij Kinder sind tabu fel tegen elke vorm van seksueel misbruik van kinderen stelling werd genomen. De muzikanten wijdden zich in 1999 hoofdzakelijk hun families, maar waren echter nog te gast bij enkele Open Air-festivals. Op een party hitmix presenteerden ze een medley van hun hits Freunde, Ich lieb' dich, Hör' gut zu, Wenn du da bist, Lena, hab' mich wieder mal an dir betrunken en Funkelperlenaugen.
Jaren 2000
Pur begon het nieuwe decennium met de single Adler sollen fliegen, de muzikale begeleiding van de schansspringen-uitzendingen van RTL en bereikte onverwachts de Duitse hitlijst (#5) en was daarmee de hoogte binnenkomer, die Pur tot dan toe met een single kon boeken. Tijdens de eerste maanden van het jaar ontstond in de Belgische Galaxy Studio het album Mittendrin, dat de band zelf produceerde en dat in september 2000 verscheen. Vooraf verscheen als verdere single Herzbeben. Eind oktober 2000 startte de Mittendrin – Pur Tour 2000, waarvoor Pur zich op een centraal gelegen podium onder de fans mengde. De 40 datums omvattende tournee was net als eerdere tournees voor aanvang uitverkocht. Direct aan het begin van het jaar 2001 werd Pur weer onderscheiden met een Echo als beste nationale popband. De dvd Mittendrin und ganz viel drumherum kreeg de DVD Champion Award.
Na de zalentournee voor het dubbel platina-album Mittendrin ging de band, die al sinds 20 jaar samenspeelde, ter gelegenheid van hun jubileum op een Open Air-tournee. De concerten werden voornamelijk in kleine steden en gemeenten tussen Passau en Wilhelmshaven opgevoerd. Het muzikale programma onderscheidde zich aanzienlijk ten opzichte van van de laatste tournee. De jubileumtournee werd een trektocht door de geschiedenis van Pur, waarbij de fans hun wensen op de website van de band kenbaar konden maken en zodoende het verloop van de concerten konden bepalen. De afsluiting vormden de beide concerten in het nieuwe voetbalstadion Arena Auf Schalke in Gelsenkirchen, die Pur op 24 en 25 augustus 2001 voor meer dan 100.000 fans muzikaal inwijdde. Voor deze concerten werd een laatste keer het middenpodium van de Mittendrin-tournee opgebouwd. Pur & Friends Auf Schalke werd op film gedocumenteerd en in december verscheen een dvd plus.
Direct na de tournee werd het album Hits Pur - 20 Jahre eine Band uitgebracht, dat naast actuele hits ook nieuw bewerkte klassiekers bevat. Al in de eerste week na het uitbrengen steeg het album naar de toppositie van de Duitse albumhitlijst en bleef daar vijf weken. Een verdere tijdreis door de bandgeschiedenis maakte de beeldband Pur - Unsere Geschichte, die Ralph Larmann creëerde in nauwe samenwerking met de band. Het is de eerste van Pur geautoriseerde biografie.
In 2002 gunde de band zichzelf een pauze en trok zich terug in de studio. Rudi Völler vroeg de band om tijdens het afscheidsfeest van het Duitse nationale voetbalteam in Japan te spelen. Binnen enkele dagen werd dit optreden georganiseerd.
In de zomer van 2003 verscheen met Ich denk an dich de voorbode voor het nieuwe studioalbum Was ist passiert?, dat werd uitgebracht in september. Het ontstaan daarvan werd overschaduwd door Englers scheiding van zijn tweede vrouw en de dood van zijn vader, zodat een zeer persoonlijk en emotioneel werk ontstond. Voor de herfst stond een grote tournee door Duitsland gepland.
Tien jaar na het winnen van hun eerste Echo werd Pur begin maart 2004 voor de vierde keer onderscheiden met de muziekprijs. Zoals eerder in 1995, 1996 en 2001 kwam de meest succesvolle Duitstalige popband in de categorie National Pop/Rock als winnaar uit de bus. In de zomer speelde Pur bij diverse festivals. De band had speciaal voor deze gelegenheid hun beste songs klassiek omgearrangeerd en presenteerde deze versies, met steun van het 41-koppige German Pops Orchestra, bij de beide concerten voor bijna 150.000 toeschouwers. De nieuwe studiosingle Halt dich fest, ingespeeld als klassiek georkestreerde ballade, werd enkele dagen voor de concerten uitgebracht. Pur klassisch werd zo goed mogelijk gedocumenteerd voor het nageslacht. De cd Pur klassisch – Live auf Schalke 2004 verscheen al begin oktober. In november volgde de gelijknamige dvd.
Terwijl Pur in 2005 een pauze inlaste, bracht Engler zijn eerste soloalbum Just a Singer uit met uitsluitend Engelstalige songs. Hiermee vervulde de zanger een lang gekoesterde wens. Intussen is het soloproject tot nader order beëindigd.
In maart 2006 verscheen de single SOS, wiens titel de actie 6 Dörfer für 2006 diende. In mei 2006 gaf Pur een Best Of-concert in de TUI-Arena. In augustus werd de single Weil du bei mir bist benevens een in Hannover opgenomen live-versie van SOS uitgebracht. In september 2006 kwam het album Es ist wie es ist op de markt, dat steeg naar de toppositie van de Duitse albumhitlijst. In de herfst ging Pur op een zalentournee, die op 9 november 2006 begon in Halle en op 21 december 2006 in München eindigde. Deze tournee is gedocumenteerd op een op 15 december 2006 uitgebrachte dvd. In maart 2007 werd Pur weer genomineerd voor een Echo in de categorie Beste Rock/Pop band. Pur besloot om na de grote vraag van de zalentournee in 2006, in juni en juli 2007 een kleine Open Air-tournee te spelen. In juli 2007 verscheen de single Es ist wie es ist van het gelijknamige album.
In juli 2007 werd Pur onderscheiden met de gerenommeerde prijs HELIX van het forum Besser Hören. De laudatio hield tv-presentator Reinhold Beckmann. Tijdens het 's avonds gehouden Open Air-concert in het Hamburgse stadspark juichten duizenden fans, toen de band de HELIX presenteerde op het podium. Met de HELIX worden jaarlijks persoonlijkheden geëerd, die uitstekende luisterervaringen hebben behaald. Voorafgegaan aan Pur waren Xavier Naidoo, Iris Berben, Anna Maria Kaufmann, Mario Adorf en Udo Jürgens.
In september 2007 stond weer een concert in Gelsenkirchen op het programma. Gastmuzikanten waren Christina Stürmer & Band, John Miles, Purple Schulz & Josef Piek en weer eens het  German Pops Orchestra onder leiding van Bernd Ruf. Bij de laatste beide mega-evenementen Pur & Friends auf Schalke en Pur klassisch traden sterren op als Laith Al-Deen, Nena, Peter Maffay, Nubya, Fools Garden en Heinz-Rudolf Kunze.
In 2008 laste Pur weer een pauze in, die slechts werd onderbroken in september door een enkel benefietconcert in hun woonplaats onder het motto Wir wollen helfen. Hierbij werden € 300.000 bijeen gespeeld voor liefdadige doeleinden.
2009 stond in het teken van het nieuwe album Wünsche, dat in september werd uitgebracht, en de zalentournee in november en december met een nieuw podiumconcept. In augustus verscheen al de single Irgendwo uit dit album, dat steeg naar de toppositie van de albumhitlijst en later de goudstatus kreeg.
De jaren 2010
In mei 2010 werd officieel bekend gemaakt, dat Roland Bless wegens humane en muzikale verschillen afscheid had genomen van Pur. In oktober werd voor een klein publiek hun jubileumalbum Live die Dritte – Akustisch opgenomen in de Scala in Ludwigsburg. In 2011 vierde de band hun 30-jarig jubileum. Ze toerde in kleinere zalen met hun Akustisch-tournee. In september speelde Pur voor de tweede keer een benefietconcert in Bietigheim-Bissingen voor 17.500 toeschouwers, waarbij een bedrag van € 210.000 aan donaties werd opgehaald. 
Eind oktober 2012 verscheen de eerste single Der bestmögliche Versuch van het tot nu toe niet uitgebrachte nieuwe studioalbum. Op 2 november werd de tweede single Stark uitgebracht. Op 16 november verscheen het album Schein & Sein.
Begin 2013 startte de band de Schein & Sein-zalentournee, die met het laatste concert in maart 2013 in de Westfalenhalle in Dortmund werd beëindigd. Voorgroep was de band Ewig met leadzangeres Jeanette Biedermann. Van deze tournee verscheen op 14 juni 2013 een live-opname, het 1000e concert in Berlijn op cd, dvd en blu-ray. Op 1 juni 2013 begon de Open Air-zomer 2013 met het eerste optreden in Freiburg. Als voorgroep trad de Cherry Gehring Band op met onder andere het nummer Machs laut, s'isch STEREO. Op zijn album Herr Gott nochmal uit 2014 zong Karel Gott de Pur-song Ein graues Haar. In 2015 bracht Pur hun album Achtung uit.
In september 2017 gaf Pur hun inmiddels zesde Pur & Friends-concert voor meer dan 60.000 toeschouwers in de Veltins-Arena in Gelsenkirchen. Als gasten waren onder andere Andreas Bourani, Daniel Wirtz en Bülent Ceylan uitgenodigd. Het was het enige concert in 2017. Het album Zwischen den Welten werd uitgebracht in 2018.

## Discografie

### Singles
- 1991: Lena
- 1993: Hör gut zu
- 1993: Indianer
- 1994: Neue Brücken
- 1994: Sie sieht die Sonne
- 1995: Ich lieb' dich (egal wie das klingt)
- 1995: Abenteuerland
- 1996: Ein graues Haar
- 1996: Dass es dir leid tut
- 1996: Geweint vor Glück (met de Münchner Philharmoniker)
- 1997 	Wenn du da bist
- 1998:	Der Dumme
- 1999:	Party Mix
- 2000:	Adler sollen fliegen
- 2000: Herzbeben
- 2000: Bei dir sein
- 2001: Immer noch da
- 2003: Ich denk an dich
- 2003: Was ist passiert?
- 2003: Walzer für dich
- 2004: Halt dich fest
- 2006: SOS
- 2006: Weil du bei mir bist
- 2006: Streng dich an
- 2008 	Partyhitmix Vol. 2
- 2009 	Irgendwo
- 2012 	Der bestmögliche Versuch

### Verdere publicaties
- 1987:	Hab mich wieder mal an dir betrunken
- 1988:	Funkelperlenaugen
- 1988: Viel zu lang zu gut gegangen
- 1989:	Kowalski
- 1989: Wenn sie diesen Tango hört
- 1990:	Brüder (live) Live-opname van het forum Ludwigsburg, 29 oktober 1989.
- 1990: Freunde (live) Live-opname van het forum Ludwigsburg, 29 oktober 1989.
- 1990: Prinzessin
- 1991:	Brüder (live)
- 1992:	Lied für all die Vergessenen
- 1992: Drachen sollen fliegen (live) Live opname van de tournee 91/92.
- 1992: Der Mann am Fenster (PUR voor Reinhard Mey)
- 1994:	In dich (live) Live opname van de tournee 93/94.
- 1998:	Königin
- 1998: Endlich ich
- 2003:	In dich (live)
- 2007:	Es ist wie es ist
- 2009:	Wiedersehen
- 2010:	Lena (live und akustisch)
- 2012:	Der bestmögliche Versuch
- 2015:	Achtung
- 2015: Wer hält die Welt (feat. Xavier Naidoo)
- 2015: Gemeinsam
- 2018:	Zu Ende träumen
- 2018: Beinah

### Studioalbums
- 1983:	Opus (Intercord/EMI)
- 1985:	Vorsicht Zerbrechlich (Intercord/EMI)
- 1987:	PUR (Intercord/EMI)
- 1988:	Wie im Film (Intercord/EMI)
- 1990:	Unendlich mehr (Intercord/EMI)
- 1991:	Nichts ohne Grund (Intercord/EMI)
- 1993:	Seiltänzertraum (Intercord/EMI)
- 1995:	Abenteuerland (Intercord/EMI)
- 1998:	Mächtig viel Theater (Intercord/EMI)
- 2000:	Mittendrin (EMI Electrola)
- 2003:	Was ist passiert? (Blast First/EMI Electrola)
- 2006:	Es ist wie es ist (EMI/Universal Music)
- 2009:	Wünsche (EMI/Universal Music)
- 2012:	Schein & Sein (Universal Music)
- 2015:	Achtung (Universal Music)
- 2018:	Zwischen den Welten (Universal Music)

### Livealbums
- 1992: PUR live (Intercord/EMI)
- 1996: Pur live – Die Zweite (Intercord/EMI)
- 2004: PUR Klassisch – Live auf Schalke 2004 (Blast First/EMI Electrola)
- 2010: PUR Live – Die Dritte – Akustisch (EMI/Universal Music)
- 2013: Schein & Sein – Live aus Berlin (Universal Music)

### Compilaties
- 2001:	Hits PUR – 20 Jahre eine Band (EMI Electrola)

### Videoalbums
- 1994: Seiltänzertraum-Tour 1993/94 (Intercord/EMI)
- 1996: Live – Das Video zur Abenteuerland Tour 1995/1996 (Intercord/EMI)
- 1996: Abenteuerland: Live aus dem Düsseldorfer Rheinstadion (Intercord/EMI)
- 1997:	Chronik einer Band 1+2 (Intercord/EMI)
- 1999:	Mächtig viel Theater – Das Video zur Tour (Intercord/EMI)
- 2000:	Mittendrin und ganz viel drumherum (EMI Electrola)
- 2001:	Pur & Friends auf Schalke live (EMI Electrola)
- 2003:	Das ist passiert! (Blast First / EMI Electrola)
- 2004:	PUR Klassisch – Live auf Schalke 2004 (Blast First/EMI Electrola)
- 2006:	Es ist wie es ist: Die live DVD (EMI/Universal Music)
- 2007:	Pur & Friends auf Schalke 2007 (EMI/Universal Music)
- 2013:	Schein & Sein – Live aus Berlin (Universal Music)

### Muziekvideo's
- 1995:	Ich lieb' dich (Egal wie das klingt)/Abenteuerland
- 1996:	Ein graues Haar/Dass es dir leid tut
- 1997:	Wenn du da bist
- 1998:	Der Dumme
- 1999:	Adler sollen fliegen
- 2000:	Herzbeben
- 2003:	Ich denk an dich
- 2006:	SOS/Streiten
- 2009:	Irgendwo/Wiedersehen
- 2012:	Der bestmögliche Versuch
- 2012: Stark
- 2012: Frei
- 2012: Ich bin dein Lied
- 2015:	Achtung
- 2018:	Zu Ende träumen
- 2018: Beinah

### Boxsets
- 2012:	Schein & Sein (Deluxe Edition) (Universal Music)
- 2015:	Achtung (Limited Fan Box) (Universal Music)
- 2002:	Pur DVD Box (EMI Electrola)
- 2010: Pur Live Die Fanbox (EMI, Universal Music)

### Videoalbums
- 2003:	Ich denk an dich (Blast First/EMI Electrola) Single-DVD
- 2012:	Schein & Sein (Deluxe Edition) (Universal Music) CD+DVD
- 2015: Achtung (Limited Fan Box) (Universal Music)